# Montacuta
Montacuta ist eine Muschel-Gattung aus der Familie der Linsenmuscheln (Montacutidae). Es ist die Typusgattung der Familie der Linsenmuscheln (Montacutidae). Die ältesten fossilen Vertreter der Gattung stammen aus dem Eozän.

## Merkmale
Das gleichklappige Gehäuse ist eiförmig bis länglich-eiförmig und annähernd rechteckig. Es wird bis etwa neun Millimeter lang. Es ist ungleichseitig, der orthogyrate Wirbel sitzt hinter der Mitte der Gehäuselänge. Das Schloss bzw. die Schlossplatte ist gebogen. In der rechten Klappe sitzt ein vorderer, schrägstehender Kardinalzahn und eine tiefe Grube in der Schlossplatte vor dem Kardinalzahn. In der linken Klappe ist ein vorderer, länglicher, laminarer Zahn und eine Grube in der Schlossplatte unter dem Wirbel. Hintere Zähne sind nicht vorhanden. Das Ligament liegt meist intern und hinter den Wirbeln. Der Resilifer ist länglich-eiförmig, steht schrägt hinter den Wirbeln. Die Schließmuskeleindrücke sind etwas länglich-unregelmäßig. Die Mantellinie ist ohne Sinus.
Die Ornamentierung besteht aus randparallelen Anwachsstreifen und radialen Linien; letztere fehlen oft. Das Peristracum ist dünn und sieht poliert aus.

## Geographische Verbreitung, Lebensraum und Lebensweise
Die Arten der Gattung Montacuta sind im Wesentlichen arktisch-zirkumboreal verbreitet. Im Atlantik reicht das Verbreitungsgebiet nach Süden bis ins Mittelmeer. Sie kommen vom Gezeitenbereich bis in etwa 600 Meter Wassertiefe vor. Die Arten leben meist kommensal mit Byssusfäden angeheftet im Analbereich von Stachelhäutern.

## Taxonomie
Die Gattung wurde 1822 von William Turton aufgestellt. Typusart ist Ligula substriata Montagu, 1808 durch subsequente Bestimmung. Montacuta Turton, 1822 ist die Typusgattung der Familie der Montacutidae. Diese wurde bisher aber nicht immer als eigenständige Familie anerkannt. Deshalb findet sich Montacuta in der älteren Literatur auch in den Familien der Ericynidae, Kelliidae und Lasaeidae.
Die MolluscaBase stellt derzeit (2016) 19 rezente Arten zur Gattung Montacuta. Hinzu kommt noch eine unsichere Zahl an fossilen Arten. Die fossilen Arten sind bisher meist nicht modern bearbeitet worden. Sie müssen möglicherweise inzwischen anderen, seither neu aufgestellten Gattungen der Montacutidae zugewiesen werden.
- - †Montacuta actinophora Dall, 1900 (Oligozän)
  - †Montacuta caeciliae Kautsky, 1939 (Mittleres Miozän)
  - †Montacuta chesapeakensis Cambell, 1993 (Pliozän)
  - †Montacuta chipolana Dall, 1900 (Miozän)
  - †Montacuta clairborniana Dall, 1900 (Eozän)
  - Montacuta cruzensis Nowell-Usticke, 1969
  - Montacuta cylindracea E. A. Smith, 1885
  - Montacuta divaricata Gould, 1861
  - †Montacuta donacina Wood, 1840 (Pliozän)
  - Montacuta echinocardiophila Habe, 1964
  - †Montacuta exigua Cossmann, 1911 (Burdigalium/Aquitanium)
  - †Montacuta fasciculata Kautsky, 1939 (Tortonium, Miozän)
  - Montacuta goudi van Aartsen, 1997
  - †Montacuta hispaniolae Maury, 1917 (Pliozän)
  - Montacuta jervisensis Laseron, 1956
  - Montacuta maltzani Verkrüzen, 1875
  - †Montacuta mariana Dall, 1900 (Miozän)
  - Montacuta meridionalis Tate, 1887
  - Montacuta minuscula Dall, 1899
  - †Montacuta mioferruginosa Kautsky, 1939 (Tortonium, Miozän)
  - Montacuta obliquans Melvill, 1907
  - Montacuta percompressa Dall, 1899
  - †Montacuta petropolitana Dall, 1900 (Unteres Miozän)
  - †Montacuta praefasciculata Kautsky, 1939 (Mittleres Miozän)
  - Montacuta pura E. A. Smith, 1885
  - †Montacuta sagrinata Dall, 1900 (Miozän)
  - †Montacuta schafferi F. Kautsky, 1940 (Tortonium, Miozän)
  - Montacuta semiradiata Tate, 1889
  - †Montacuta sericea Tate, 1887 (Oligozän)
  - Montacuta spitzbergensis Knipowitsch, 1901
  - Konkave Linsenmuschel (Montacuta substriata (Montagu, 1808))
  - Montacuta subtriangularis Smith, 1890
  - †Montacuta trauthi Kautsky, 1939 (Tortonium, Miozän)
  - †Montacuta truncata Wood, 1840 (Pliozän)
  - Montacuta voeringi Friele, 1877
  - †Montacuta waldmanni Kautsky, 1939 (Tortonium, Miozän)

Die Stellung von Montacuta acuminata E.A. Smith, 1885 in der Gattung Montacuta ist unsicher. Montacuta chalcedonica Carpenter, 1857, Montacuta convexa Monterosato, 1875 und Montacuta obtusa Carpenter, 1865 sind (derzeit) nomina dubia.

## Belege